# Xã Thomas, Quận Ellsworth, Kansas
Xã Thomas (tiếng Anh: Thomas Township) là một xã thuộc quận Ellsworth, tiểu bang Kansas, Hoa Kỳ. Năm 2010, dân số của xã này là 53 người.